# Nagaoka-kyō
Pour les articles homonymes, voir Nagaokakyō et Nagaoka (homonymie).
Nagaoka-kyō (長岡京) fut la capitale du Japon de 784 à 794. L'emplacement de la cité se divise entre les villes actuelles de Nagaokakyō, Mukō, ainsi que l'arrondissement de Nishikyō-ku à Kyoto.
En 784, l'empereur Kammu décida de quitter Heijō (aujourd'hui Nara), et implanta sa capitale à Nagaoka. Selon le Shoku Nihongi, le déplacement était motivé par les meilleures possibilités d'acheminement d'eau. D'autres sources avancent une volonté d'échapper au clergé bouddhiste.
En 785, l'administrateur de la nouvelle capitale, Fujiwara no Tanetsugu, fut assassiné. Le frère de l'empereur, le prince Sawara, se révéla impliqué, et fut exilé vers la province d'Awaji, mais mourut en route.
En 794, l'empereur Kammu déplaça la capitale à Heian (au centre de la ville actuelle de Kyōto). Les raisons citées incluent les crues fréquentes des rivières, les maladies causées par ces inondations (touchant entre autres l'impératrice et le prince), et de meilleures possibilités de transport, ainsi que la crainte de l'esprit du prince Sawara.
Des fouilles commencées en 1954 ont révélé des ruines d'un portail vers la résidence impériale.